# Nkandasi
Nkandasi è una circoscrizione rurale (rural ward) della Tanzania situata nel distretto di Nkasi, regione di Rukwa. Conta una popolazione di 15 493 abitanti (censimento 2012).